# Сербія і Чорногорія на зимових Олімпійських іграх 2006
Сербія і Чорногорія на зимових Олімпійських іграх 2006 року у Турині була представлена шістьма спортсменами (3 чоловіками і 3 жінками) в 4 видах спорту — гірськолижний спорт, біатлон, лижні перегони та фігурне катання. Прапороносцем на церемонії відкриття Олімпіади була гірськолижниця Єлена Лолович, а на церемонії закриття — біатлоніст Александар Міленкович.

## Учасники
| Вид спорту          | Чоловіки | Жінки | Всього |
| ------------------- | -------- | ----- | ------ |
| Біатлон             | 1        | 0     | 1      |
| Гірськолижний спорт | 1        | 2     | 3      |
| Лижні перегони      | 1        | 1     | 2      |
| Фігурне катання     | 1        | 0     | 1      |
| Усього              | 3        | 3     | 6      |

## Біатлон
| Спосртсмен            | Дисципліна                    | Фінал     | Фінал    | Фінал |
| Спосртсмен            | Дисципліна                    | Час       | Промахів | Місце |
| --------------------- | ----------------------------- | --------- | -------- | ----- |
| Александар Міленкович | спринт, чоловіки              | 33:17.7   | 6        | 86    |
| Александар Міленкович | індивідуальна гонка, чоловіки | 1:10:36.3 | 9        | 85    |

## Гірськолижний спорт
| Спортсмен       | Дисиципліна               | Фінал         | Фінал             | Фінал             | Фінал             | Фінал             |
| Спортсмен       | Дисиципліна               | Спуск 1       | Спуск 2           | Спуск 3           | Разом             | Місце             |
| --------------- | ------------------------- | ------------- | ----------------- | ----------------- | ----------------- | ----------------- |
| Єлена Лолович   | супергігант, жінки        | n/a           | n/a               | n/a               | 1:37.45           | 43                |
| Єлена Лолович   | гігантський слалом, жінки | 1:05.00       | 1:13.84           | n/a               | 2:18.84           | 30                |
| Єлена Лолович   | слалом, жінки             | 46.44         | 56.36             | n/a               | 1:42.80           | 43                |
| Єлена Лолович   | комбінація, жінки         | не фінішувала | не фінішувала     | не фінішувала     | не фінішувала     | не фінішувала     |
| Марія Трмчич    | слалом, жінки             | 49.47         | 53.99             | n/a               | 1:43.46           | 46                |
| Желімир Вукович | слалом, чоловіки          | 1:00.51       | дискваліфікований | дискваліфікований | дискваліфікований | дискваліфікований |

## Лижні перегони
| Спортсмен             | Дисципліна                         | Фінал         | Фінал         |
| Спортсмен             | Дисципліна                         | Разом         | Місце         |
| --------------------- | ---------------------------------- | ------------- | ------------- |
| Бранка Кузелєвич      | гонка переслідування, 15 км, жінки | не фінішувала | не фінішувала |
| Александар Міленкович | 50 км вільним стилем, чоловіки     | не фінішував  | не фінішував  |

## Фігурне катання
| Спортсмени       | Дисципліна | CD   | CD    | SP/OD | SP/OD | FS/FD      | FS/FD      | Разом      | Разом      |
| Спортсмени       | Дисципліна | Бали | Місце | Бали  | Місце | Бали       | Місце      | Бали       | Місце      |
| ---------------- | ---------- | ---- | ----- | ----- | ----- | ---------- | ---------- | ---------- | ---------- |
| Тріфун Живанович | чоловіки   | n/a  | n/a   | 53.40 | 26    | не пройшов | не пройшов | не пройшов | не пройшов |